# Gondomar SC
Gondomar Sport Clube is een Portugese voetbalclub uit Gondomar. De club werd opgericht in 1921. De thuiswedstrijden worden in het Estádio de São Miguel gespeeld, dat plaats biedt aan 2.450 toeschouwers. De clubkleuren zijn geel-blauw. In het seizoen 2008/09 degradeerde de club uit de Liga de Honra.

## Eindklasseringen
| Seizoen   | №  | Clubs | Divisie      | Duels | Winst | Gelijk | Verlies | Doelsaldo | Punten | Tsch  |
| --------- | -- | ----- | ------------ | ----- | ----- | ------ | ------- | --------- | ------ | ----- |
| 2004–2005 | 16 | 18    | Segunda Liga | 34    | 10    | 6      | 18      | 36–43     | 39     | ??    |
| 2005–2006 | 7  | 18    | Segunda Liga | 34    | 14    | 9      | 11      | 56–41     | 51     | ??    |
| 2006–2007 | 5  | 16    | Segunda Liga | 30    | 13    | 6      | 11      | 33–30     | 45     | ??    |
| 2007–2008 | 12 | 16    | Segunda Liga | 30    | 8     | 11     | 11      | 37–27     | 35     | 1.018 |
| 2008–2009 | 16 | 16    | Segunda Liga | 30    | 7     | 9      | 14      | 29–35     | 30     | 942   |